# Чистопілля (Озерський міський округ)
Чистопілля (рос. Чистополье) — селище Озерського міського округу, Калінінградської області Росії. Входить до складу Красноярського сільського поселення.
Населення —  406 осіб (2015 рік). 

## Населення
| 2002 | 2010 |
| ---- | ---- |
| 438  | ↘406 |